# Lijst van voetbalinterlands Frankrijk - Slowakije
Deze lijst van voetbalinterlands is een overzicht van alle officiële voetbalwedstrijden tussen de nationale teams van Frankrijk en Slowakije. De landen speelden tot op heden vier keer tegen elkaar. De eerste ontmoeting, een kwalificatiewedstrijd voor het Europees kampioenschap voetbal 1996, werd gespeeld in Bratislava op 7 september 1994. Het laatste duel, een vriendschappelijke wedstrijd, vond plaats op 22 augustus 2007 in Trnava.

## Wedstrijden
| № | Plaats      | Datum            | Competitie           | Wedstrijd             | Uitslag |
| - | ----------- | ---------------- | -------------------- | --------------------- | ------- |
| 1 | Bratislava  | 7 september 1994 | EK 1996 kwalificatie | Slowakije – Frankrijk | 0 – 0   |
| 2 | Nantes      | 26 april 1995    | EK 1996 kwalificatie | Frankrijk – Slowakije | 4 – 0   |
| 3 | Saint-Denis | 1 maart 2006     | Vriendschappelijk    | Frankrijk – Slowakije | 1 – 2   |
| 4 | Trnava      | 22 augustus 2007 | Vriendschappelijk    | Slowakije – Frankrijk | 0 – 1   |

## Samenvatting
| Competitie        | Totaal gespeeld | Winst Frankrijk | Gelijk | Winst Slowakije | Doelsaldo Frankrijk – Slowakije |
| ----------------- | --------------- | --------------- | ------ | --------------- | ------------------------------- |
| EK-kwalificatie   | 2               | 1               | 1      | 0               | 4 − 0                           |
| Vriendschappelijk | 2               | 1               | 0      | 1               | 2 − 2                           |
| Totaal            | 4               | 2               | 1      | 1               | 6 − 2                           |

## Details

### Eerste ontmoeting
| EK 1996 kwalificatie (Bratislava, Slowakije, 7 september 1994): |              | |
| Slowakije | 0 – 0        | Frankrijk |
| | goals        | |
| Jozef Vengloš | bondscoach   | Aimé Jacquet |
| Ladislav Molnár Tomáš Stúpala Miloš Glonek Marián Zeman Vladimír Kinder Róbert Tomaschek Ondrej Krištofík Dušan Tittel Vladislav Zvara 64' Ľubomír Moravčík Štefan Rusnák 80' | opstellingen | Bernard Lama Jocelyn Angloma Éric Di Meco Alain Roche Laurent Blanc Didier Deschamps Paul Le Guen 79' Youri Djorkaeff 63' Reynald Pedros David Ginola Éric Cantona |
| Marek Penksa 64' Vladimír Weiss 80' | wissels      | 63' Christophe Dugarry 79' Bixente Lizarazu |
| Dušan Tittel 67' | gele kaarten | |

### Tweede ontmoeting
| EK 1996 kwalificatie (Nantes, Frankrijk, 26 april 1995): |              | |
| Frankrijk | 4 – 0        | Slowakije |
| Ondrej Krištofík 27' (e.d.) David Ginola 42' Laurent Blanc 57' Vincent Guérin 61'                                                                                 | goals        | |
| Aimé Jacquet | bondscoach   | Jozef Vengloš |
| Bernard Lama Jocelyn Angloma Laurent Blanc Alain Roche Éric Di Meco Vincent Guérin Didier Deschamps Marcel Desailly Zinédine Zidane 74' David Ginola Patrice Loko | opstellingen | Ladislav Molnár Miloš Glonek Tomáš Stúpala Marián Zeman Vladimír Kinder Ondrej Krištofík 46' Róbert Tomaschek Dušan Tittel Ľubomír Moravčík Peter Dubovský 74' Marek Penksa |
| Youri Djorkaeff 74' | wissels      | 46' Jaroslav Timko 74' Štefan Maixner |
| Didier Deschamps 53' | gele kaarten | 25' Peter Dubovský 33' Dušan Tittel |

### Derde ontmoeting
| Vriendschappelijk (Saint-Denis, Frankrijk, 1 maart 2006): |       |                                         |
| Frankrijk                                                 | 1 – 2 | Slowakije                               |
| Sylvain Wiltord 73' (pen.)                                | goals | 60' Szilárd Németh 80' Jozef Valachovič |

### Vierde ontmoeting
| Vriendschappelijk (Trnava, Slowakije, 22 augustus 2007): |       |                   |
| Slowakije                                                | 0 – 1 | Frankrijk         |
|                                                          | goals | 38' Thierry Henry |